# Knife Edge
Knife Edge（ナイフ・エッジ）は、日本のレコードレーベル。2004年、ポニーキャニオンのフライトマスター内のレーベルとして設立され、2008年から独立レーベルにシフトした。
レーベルの第1弾アーティストはKREVA。以来、現場感溢れるクリエイティヴなポピュラー・ミュージックを提唱する。現在4名のディレクター・A&Rを擁し、14組のアーティストが所属。

## 所属アーティスト
- Home Grown（2004年〜）
- Jazztronik（2006年～）
- KOHEI JAPAN（2007年～）
- YOUNGSHIM (2007年〜）
- 有坂美香（2008年〜）
- COMA-CHI（2008年〜）
- M-Swift（2008年〜）
- Monday満ちる（2008年〜）
- GAGLE（2009年〜）
- MOOMIN（2009年〜）
- ポチョムキン (ラッパー)（2009年〜）
- 山嵐（2010年〜）
- 中村舞子（2011年〜）
- TiA（2011年〜）
- Dear（2011年〜）